# Scolopendra jangii
Scolopendra jangii är en mångfotingart som beskrevs av Lalit Prasad Khanna och Yadav 1997. Scolopendra jangii ingår i släktet Scolopendra och familjen Scolopendridae. Inga underarter finns listade i Catalogue of Life.